# Spindasis mysteriosa
Spindasis mysteriosa är en fjärilsart som beskrevs av Clench 1965. Spindasis mysteriosa ingår i släktet Spindasis och familjen juvelvingar. Inga underarter finns listade i Catalogue of Life.